# Psalistopoides
Genre
Psalistopoides est un genre d'araignées mygalomorphes de la famille des Pycnothelidae.

## Distribution
Les espèces de ce genre sont endémiques du Brésil. Elles se rencontrent dans les États de São Paulo et du Paraná.

## Liste des espèces
Selon World Spider Catalog (version 23.0, 24/02/2022) :
- Psalistopoides emanueli Lucas & Indicatti, 2006
- Psalistopoides fulvimanus Mello-Leitão, 1934

## Systématique et taxinomie
Ce genre a été décrit par Mello-Leitão en 1934 dans les Barychelidae. Il est placé dans les Pycnothelidae par Lucas et Bücherl en 1973, il est placé en synonymie avec Pselligmus dans les Nemesiidae par Raven en 1985, il est relevé de synonymie par Lucas et Indicatti en 2006, il est placé dans les Pycnothelidae par Montes de Oca, Indicatti, Opatova, Almeida, Pérez-Miles et Bond en 2022.

## Publication originale
- Mello-Leitão, 1934 : « Tres aranhas novas nas collecções do Instituto Butantan. » Memórias do Instituto Butantan, vol. 8, p. 401-407.